# Megumi Han
Megumi Han (jap. 潘 めぐみ Han Megumi) (ur. 3 czerwca 1989 w Tokio) – japońska seiyū, związana z Atomic Monkey. Zdobywczyni Seiyū Awards; córka Keiko Han.

## Role

### Anime
Ważniejsze role w anime:
- Digimon Xros Wars – Airu Suzaki
- Hunter × Hunter – Gon Freecs
- Yu-Gi-Oh! Zexal – Rio Kastle
- Chihayafuru – Sumire Hanano
- Little Busters! – Kengo Miyazawa
- Neppu Kairiku Bushi Road – Ame
- Naruto Shippūden – Obito Uchiha
- Mushibugyō – Kuroageha
- Yowamushi Pedal – Aya Tachibana
- Happiness Charge Pretty Cure! – Hime Shirayuki
- Black Bullet – Kayo Senju
- Captain Earth – Lin
- Zankyō no Terror – Five
- Barakamon – Akihiko Arai
- The Seven Deadly Sins – Friesia
- Ore monogatari!! – Rinko Yamato
- Kami-sama Minarai: Himitsu no Cocotama – Luckytama
- Sōsei no Onmyōji – Benio Adashino
- Little Witch Academia – Atsuko Kagari

### Filmy
- Ghost in the Shell: The New Movie – Chris
- 2013: Kotonoha no niwa – Satō
- 2016: Koe no katachi – Miki Kawai
- 2016: Kono sekai no katasumi ni – Sumi Urano
- 2021: Words Bubble Up Like Soda Pop – Bieber

### Tokusatsu
- Shuriken Sentai Ninninger – Luna Kokonoe

## Nagrody
- Nagroda Seiyū (2017) w kategorii „najlepsza aktorka drugoplanowa” za dubbing postaci Sumi Urano (Kono Sekai no katasumi ni)[3].